# Pèptid natriurètic C
El pèptid natriurètic de tipus C (CNP, de l'anglès C-type natriuretic peptide) és un membre de la família dels pèptids natriurètics, la qual també inclou el pèptid natriurètic atrial (ANP) i el pèptid natriurètic cerebral o de tipus B (BNP). Recentment, s'ha conegut un altre membre d'aquesta família, el pèptid natriurètic de tipus D (DNP). El PNC va ser aïllat per primer cop en el cervell porcí i més tard, en el miocardi. El principal lloc de síntesi d'aquesta molècula en humans són les cèl·lules endotelials, motiu pel qual el PNC té un rol paracrí molt important en el control del to vascular. Contràriament a la resta de pèptids d'aquesta família, el PNC no està proveït d'efecte natriurètic, però tot i així, és igualment capaç de reduir la precàrrega cardíaca.

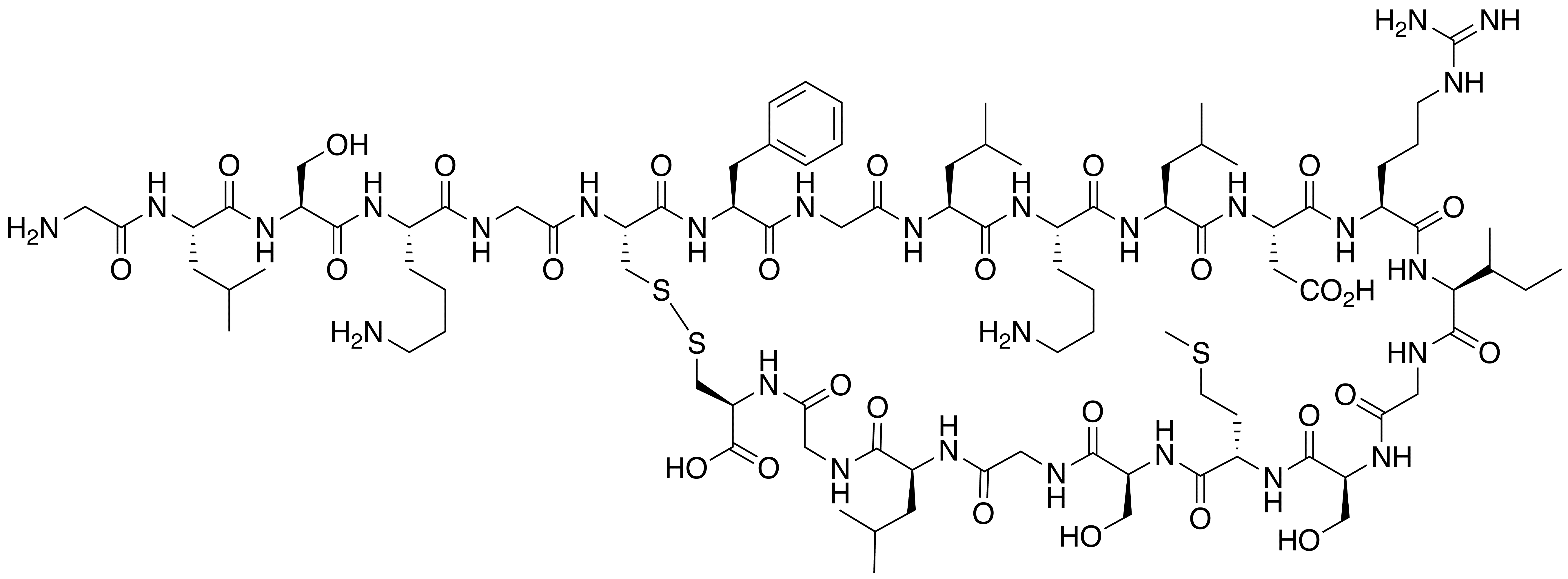
Estructura molecular del PNC

## Estructura
El PNC consisteix en un fragment polipeptídic format per 22 residus aminoacídics que presenta gran similitud estructural amb els pèptids natriurètics A i B. El gen que codifica pel PNC es localitza al cromosoma II humà, i conté dos exons units per un intró. Pot ser sintetitzat com una prehormona (126 aa) i més tard escindir-se a la seva forma activa. Presenta un anell de 17aa format per dues cisteïnes de cada pèptid, que s'uneixen formant un pont disulfur intramolecular que resulta essencial per a la seva funcionalitat.

## Producció
Per tal de realitzar les seves funcions biològiques, el pèptids natriurètics han d'unir-se a receptors específics ubicats a la superfície cel·lular. La interacció amb aquest receptor es dona en una porció extracel·lular concreta d'aquest; el receptor posseeix, al seu torn, una estructura transmembrana i una cua intracitoplasmàtica que en ser activada, actua com a guanidil-ciclasa i catalitza el pas de GTP a GMP cíclic, que serà necessari per a generar els efectes finals.
Mentre que el PNA i el PNB solen unir-se principalment al receptor A, el PNC s'uneix preferentment al receptor B. Al tercer dels receptors, el rec C, li manca la cua intracitoplasmàtica, però tot i així, és el punt d'unió dels tres pèptids. La seva funció està relacionada amb la regulació de la concentració plasmàtica dels pèptids natriurètics (receptor de clearance o neteja).

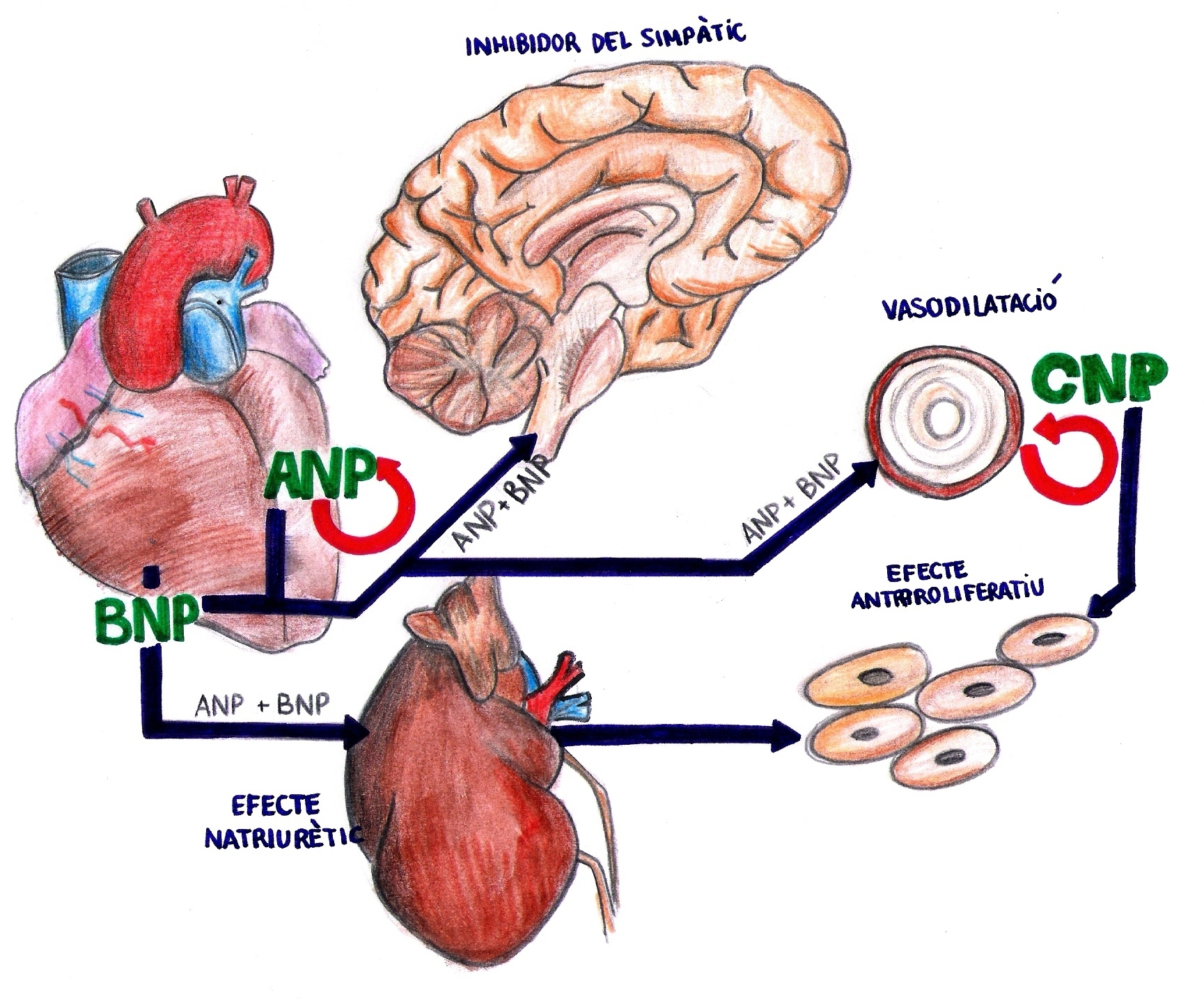
Llocs de predomini i circulació dels pèptids natriurètics

## Efectes fisiològics
Així com els efectes fisiològics del PNA i el PNB són bastant coneguts, els efectes del PNC no ho són tant. Es coneix però, la seva propietat vasodilatadora paracrina, en especial a nivell venós, i el seu paper com a potent dilatador coronari. Ambdós efectes són independents de l'endoteli. A diferència dels altres pèptids natriurètics, el PNC no intervé en accions a nivell renal.

### Regulació del sistema cardiovascular i malalties associades
Recentment, s'ha fet la troballa que els PNC exògens es poden emprar com una arma terapèutica, ja que poden ajudar a prevenir un mal funcionament en el teixit endotelial en processos similars als de les primeres etapes de patologies com l'ateroesclerosi o la reestenosi; on un augment de mida del teixit o òrgan, fruit de la proliferació de les seves cèl·lules, és evident (hiperplàsia). Tanmateix, també s'ha observat en pacients amb insuficiència cardíaca crònica un augment en l'abocament de PNC al sistema vascular del cor, així com en les concentracions perifèriques, per tal de compensar la hipertensió induïda pel volum de líquid retingut.
En la majoria de conglomerats vasculars, les cèl·lules endotelials alliberen un factor hiperpolaritzador que actua sobre el múscul llis subjacent, on produeix una vasodilatació i regula la pressió sanguínia sistèmica. Encara es desconeix la identitat d'aquest factor hiperpolaritzador (EDHF), però se sap que l'activitat biològica de l'hiperpolaritzador està condicionada a l'alliberament del PNC a les artèries mesentèriques. Ambdós factors produeixen la mateixa hiperpolarització en músculs llisos, la qual és atenuada per altes concentracions de K+.
Encara que es necessita una avaluació més exhaustiva per determinar definitivament les propietats fisiopatològiques d'aquest pèptid, la seva interacció amb l'activitat neuro-hormonal, i l'important valor clínic del seu mesurament, emfatitza l'acció d'aquesta molècula biològica recentment descoberta en la protecció de la funció endotelial. El PNC intervé, doncs, en la regulació del to vascular, i en la relaxació de les artèries de resistència subcutània a partir de l'activació local de cGMP.

### Regulació en altres teixits i òrgans i malalties associades
Estudis recents, han evidenciat una correlació positiva entre el PNC urinari i l'albúmina en pacients amb síndrome nefròtic, caracteritzat per alteracions a la permeabilitat selectiva de la paret capil·lar glomerular, resultant de la seva inhabilitat per restringir la pèrdua de proteïna per via urinària. Basant-se en això, sembla que l'alliberament renal de PNC pot alterar la permeabilitat glomerular. El PNC exerceix alhora una funció de renoprotecció a través de la inhibició del sistema de la Reninia Angiotensina-Aldosterona, oferint avantatges terapèutics en el tractament de malalties renals.
Altres funcions són la regulació òssia endocondral, la reproducció i el desenvolupament del sistema nerviós.

## Degradació
Es coneix que la taxa de síntesi i d'alliberació dels pèptids natriurètics és essencial per a la regulació de les concentracions del plasma. Això no obstant, la taxa d'eliminació d'aquests és igualment important. L'eliminació dels PNC, així com la dels PNA i PNB, implica dues vies: la degradació enzimàtica per l'endopeptidasa neutra i per endocitosi mediada per receptor seguida de la degradació lisosomal gràcies al receptor natriurètic C. L'eliminació renal té un paper menys important. El NEP, una metalopeptidasa de zinc, que està distribuïda àmpliament per la superfície de les cèl·lules endotelials, cèl·lules musculars llises i membranes del túbul proximal del ronyó, trenquen el pèptid natriurètic obrint l'estructura en anell i deixant-lo, consegüentment, inactiu.